# Johann Tetzel
Johann Tetzel (Pirna, ca. 1465 - Leipzig 11 augustus 1519) was een Duitse dominicaan en werd als aflaatprediker bekend in de gebieden van aartsbisschop Albrecht van Brandenburg, die hem op 22 januari 1517 benoemde tot generaal subcommissaris voor de aflaatprediking. De opbrengst van de aflaten zou bestemd zijn voor de nieuwbouw van de Sint-Pieterskerk in Rome. 
Maarten Luther publiceerde onder andere hiertegen zijn 95 stellingen. Luther werd geconfronteerd met mensen die hun zonden kwamen biechten en daarna hun aflaten lieten zien, zodat Luther hun geen boetedoening kon opleggen. Het was een kwijtschelding van straffen door de paus, door te putten uit de verdienste van de goede werken van Christus en alle gelovigen. Hiervoor was weliswaar berouw nodig, maar hoefde er vervolgens geen boetedoening opgelegd te worden, omdat deze door het kopen van de aflaat al gedaan was. Luther vond dit een misstand en wilde die aanklagen en rechtzetten, en ging ervan uit dat de paus de misbruiken van de aflaatverkoop ook zou veroordelen. De aflaat waartegen Luther vooral ageerde was de Jubileumaflaat voor de nieuwbouw van de Sint-Pieterskerk.
Er bestaan nog enige houten kisten, die bedoeld waren om de opbrengst van de verkoop van aflaten in op te bergen. Zo'n kist wordt in de Duitse taal wel Tetzelkasten genoemd. Tetzel liet op de zijkant van zo'n kist een afbeelding van de duivel of het vagevuur schilderen, met daarbij het opschrift (vertaald in modern Duits): Sobald das Geld im Kasten klingt, die Seele in den Himmel springt! Een dergelijke Tetzelkasten is nog te vinden in o.a. het Stedelijk Museum te Brunswijk en in de (lutherse!) Sint-Nicolaaskerk te Jüterbog.
In 1518 promoveerde Tetzel tot doctor in de theologie. Daarna verbleef hij tot zijn dood in een klooster te Leipzig. Hij stierf er in 1519 aan de pest en werd begraven in het koor van de Paulijnse Kerk.

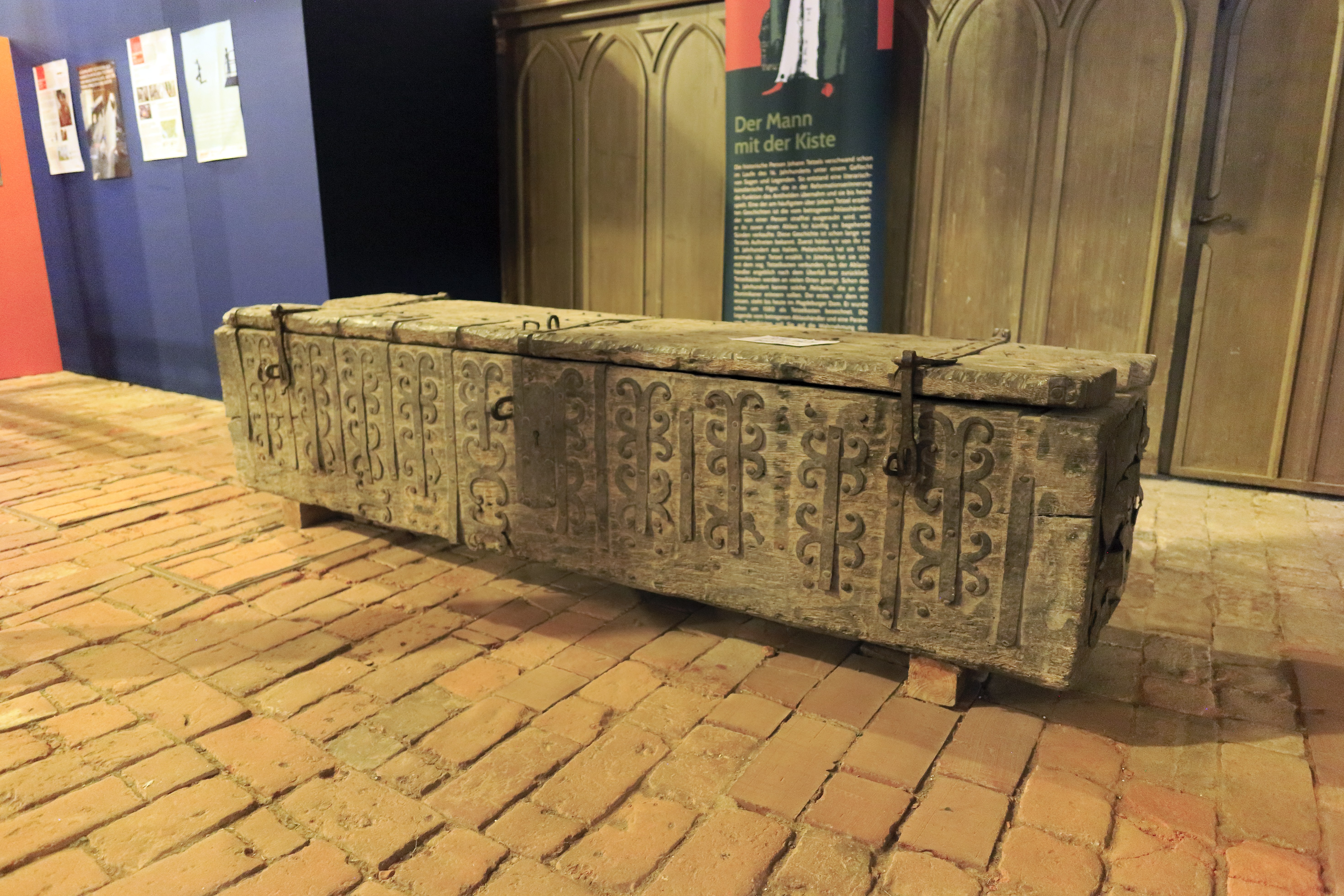
Zogenaamde Tetzelkasten (1510), Jüterbog
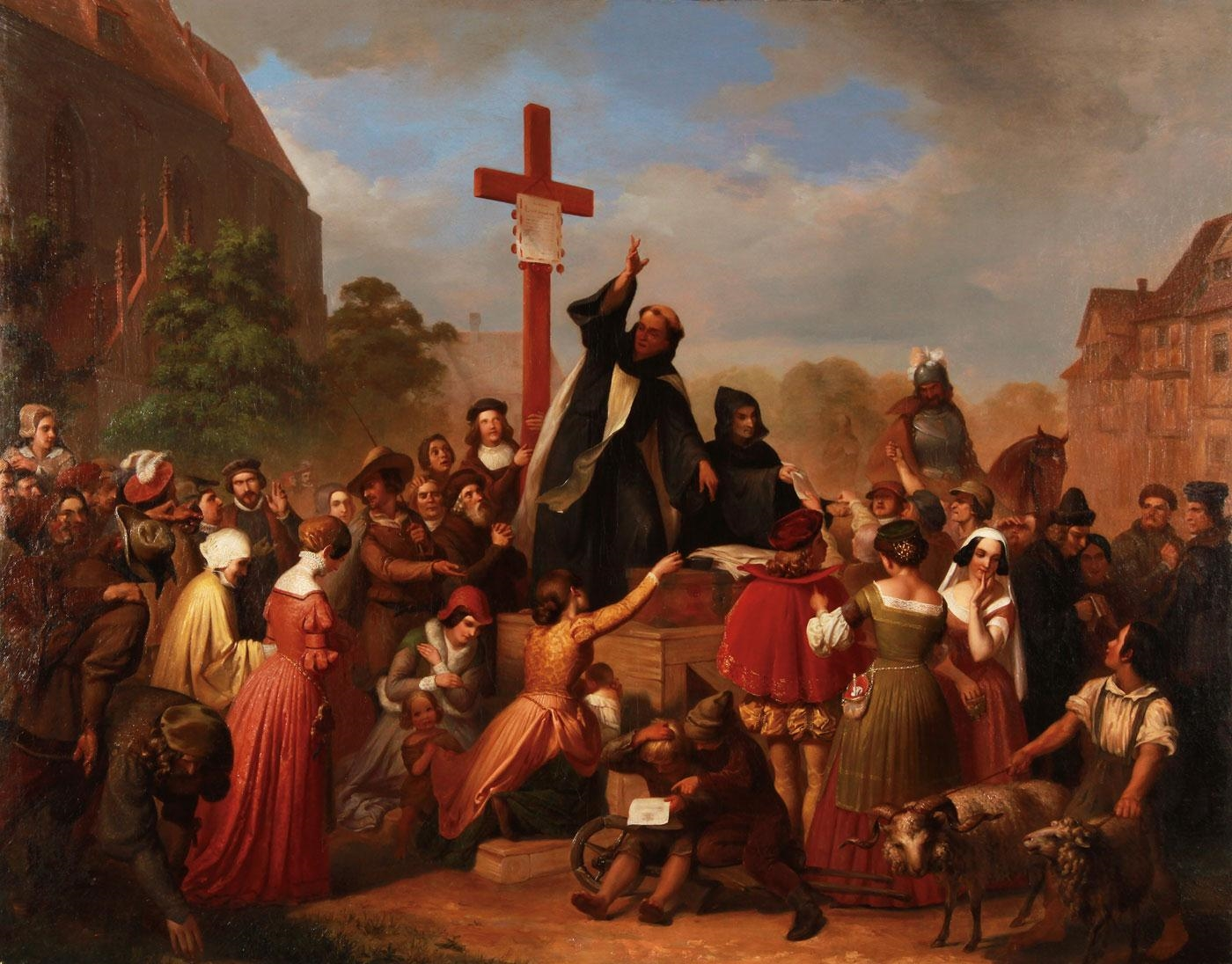
Broeder Johann Tetzel verkoopt aflaten (J.D.L. Franz Wagner, 19e-eeuws schilderij)

- Gemeinsame Normdatei: 118801708
- International Standard Name Identifier: 0000 0000 1364 3639
- Library of Congress Control Number: no2012147420
- Nationale Bibliotheek van Tsjechië: ola2004192419
- Nationale Bibliotheek van Polen: a0000002382645
- LIBRIS: 254955
- Virtual International Authority File: 27867835
- WorldCat: E39PBJkhMfMMgccQj3PMMY9VYP